# Nicolás Trotta
Nicolás Alfredo Trotta (Buenos Aires, 20 de enero de 1976) es abogado, profesor universitario y dirigente político argentino, que fue Ministro de Educación de la República Argentina desde el 10 de diciembre de 2019 hasta el 20 de septiembre de 2021.
Actualmente, es Gerente de Relaciones Institucionales de Canal 9; Director Ejecutivo del Centro para la Concertación y el Desarrollo (CCD)(promotor de la Iniciativa Consensos); y  Presidente del Consejo Académico de la Universidad Metropolitana para la Educación y el Trabajo (UMET).   
Se desempeñó como subsecretario de Tecnologías de Gestión de la Secretaría de la Gestión Pública (Jefatura de Gabinete de Ministros) a cargo de la Oficina Nacional de Tecnologías de la Información y de la Oficina Nacional de Contrataciones; Rector de la Universidad Metropolitana para la Educación y el Trabajo (UMET) y Ministro de Educación de la Nación Argentina.

## Biografía
Nicolás Trotta fue el ministro de Educación de Argentina desde el 10 de diciembre de 2019 hasta el 20 de septiembre de 2021. Anteriormente se desempeñó como rector de la Universidad Metropolitana para la Educación y el Trabajo (UMET) donde impulsó la creación del Centro de Innovación de los Trabajadores (CITRA) con el CONICET.
Se inició en la gestión pública en 1997 como Jefe de Asesores de la Presidencia de Bloque de Nueva Dirigencia en la Legislatura de la Ciudad de Buenos Aires. Legislatura de la Ciudad de Buenos Aires. Entre agosto del año 2000 y febrero de 2002, se desempeñó como Director de la Comisión de Desarrollo Económico, Mercosur y Políticas de Empleo de la Legislatura. Durante 2003 fue Secretario Administrativo del Bloque Justicialista. Dirigió la Escuela Nacional de Gobierno, dependiente del INAP – SGP de Jefatura de Gabinete de Ministros desde agosto de 2004 a enero de 2008. Entre 2008 y 2009 fue Subsecretario de Tecnologías de Gestión de la Secretaría de la Gestión Pública (Jefatura de Gabinete de Ministros) a cargo de la Oficina Nacional de Tecnologías de la Información y de la Oficina Nacional de Contrataciones.
En los años siguientes, apartado de la gestión pública, Trotta se mantiene en un segundo plano como consultor político y asesor del gobierno de Salta.
En 2013, en el ámbito universitario empieza como Secretario Académico de la Universidad Metropolitana para la Educación y el Trabajo (UMET), la universidad privada  SUTERH . Desde 2014, asume como Rector de la UMET, director general de la Editorial Octubre y la Fundación UMETEC – Innovación y Desarrollo de Tecnologías para los Trabajadores. Fue el impulsor del Centro de Investigación de los Trabajadores (CITRA), que funciona como unidad ejecutora de doble dependencia entre CONICET y la UMET. Desde su inauguración en 2015, los y las investigadores/as, becarios/as y personal de apoyo a la investigación realizan estudios sobre el mundo del trabajo y para los sindicatos afiliados.En 2019, Trotta condujo también el ciclo televisivo “Argentina Piensa” por la señal A24 emitido los días sábados a las 20hs dónde se invitaba a diferentes periodistas, escritores, sociólogos, filósofos y artistas a debatir.

## Publicaciones
Publicó los libros “Latinoamérica Piensa. Diálogos a fondo con los principales referentes del continente” editado en 2018 por la Editorial Octubre, ISBN: 978-987-3957-28-4 y “Elige tu propia Argentina. Participá y decidí cómo querés que sea tu país” editado en 2005 por la Editorial Altamira. Fue Editor de “Argentina 2020, Propuestas para profundizar la transformación", editado por la Editorial Lumiere.

## Cine y televisión
En su rol como documentalista y cineasta Trotta participó de diversos proyectos. En 2017 condujo “Latinoamérica Piensa”, programa de televisión emitido por la señal de noticias A24. Como conductor dialogó con Luiz Ignácio Lula da Silva, Dilma Rousseff, Rafael Correa, José Mujica, Evo Morales, Fernando Lugo o Alberto Fernández. De esas entrevistas salió el libro antes citado, publicado por la editorial Octubre. Luego en 2019 Trotta condujo también el ciclo televisivo “Argentina Piensa” por la señal A24 emitido los días sábados a las 20hs. En septiembre de 2019, junto a Gisela Marziotta, realizaron una entrevista al expresidente de Brasil, Lula da Silva en la prisión donde se encontraba detenido desde el 7 de abril de 2018. La entrevista fue reproducida por el diario Página 12 y Canal 9 entre otros medios. También codirigió la producción del documental Latinoamérica, territorio en disputa estrenada en 2019.Se desempeñó como rector de la Universidad Metropolitana para la Educación y el Trabajo (UMET).
En el año 2021 convocó al Consejo Federal de Educación se llevó adelante con la participación de las autoridades de las 23 provincias que estableció una reforma en la jornada escolar estableciendo que las capacitaciones docentes se realicen fuera del horario escolar, a su vez estableció un mínimo obligatorio de 190 días de clase con la posibilidad de que cada jurisdicción defina sumar días y horas para priorizar los aprendizajes. Ese año se lanza implementando el programa “Volvé a la escuela” con una inversión de 5.000 millones para acompañar el regreso al sistema educativo  de los estudiantes que hayan abando sus estudios.

## Controversias
Trotta fue titular de la cartera educativa en el año de la pandemia COVID-19, implementando las clases de manera virtual. Durante su gestión, Argentina fue uno de los tantos países del mundo que suspendió temporalmente las clases durante la pandemia para prevenir la propagación lo que llevó a la renuncia de la pedagoga Adriana Puigross, quien terminó renunciando.
Com ese objetivo repotencio EDUC.AR sl enfocandolo en potenciar la alfabetización digital a través de la conexión a Internet de las escuelas; la entrega de dispositivos y herramientas digitales; el desarrollo de software y de plataformas de capacitación virtual; y la creación de espacios de innovación tecnológica. El portal cambió su denominación por Seguimos educando en el contexto de la cuarentena en Argentina de 2020 declarada por la pandemia de COVID.
Fue denunciado por una cuenta en EeUU a nombre de su socio Rafael Prieto, aunque no se encontraron pruebas definitivas al respecto, según el periodista Horacio Verbitsky, a través de su portal "El Cohete a la Luna". La respuesta presidencial fue que Trotta debe explicar su situación ante la Oficina Anticorrupción y la Justicia, cosa que hizo poco después.

### Trayectoria privada
La carrera política de Trotta fue apadrinada por el sindicalista y empresario Víctor Santa María, titular del Grupo Octubre y presidente del Partido Justicialista p Además de los muchos cargos importantes que Trotta se dedicaba a la administración de consorcios, siendo presidente de la firma Consorcium S.A, ubicado en el barrio porteño (C.A.B.A.) de Abasto, hasta su designación como Ministro de Educación de la Nación.